# فيلتيل

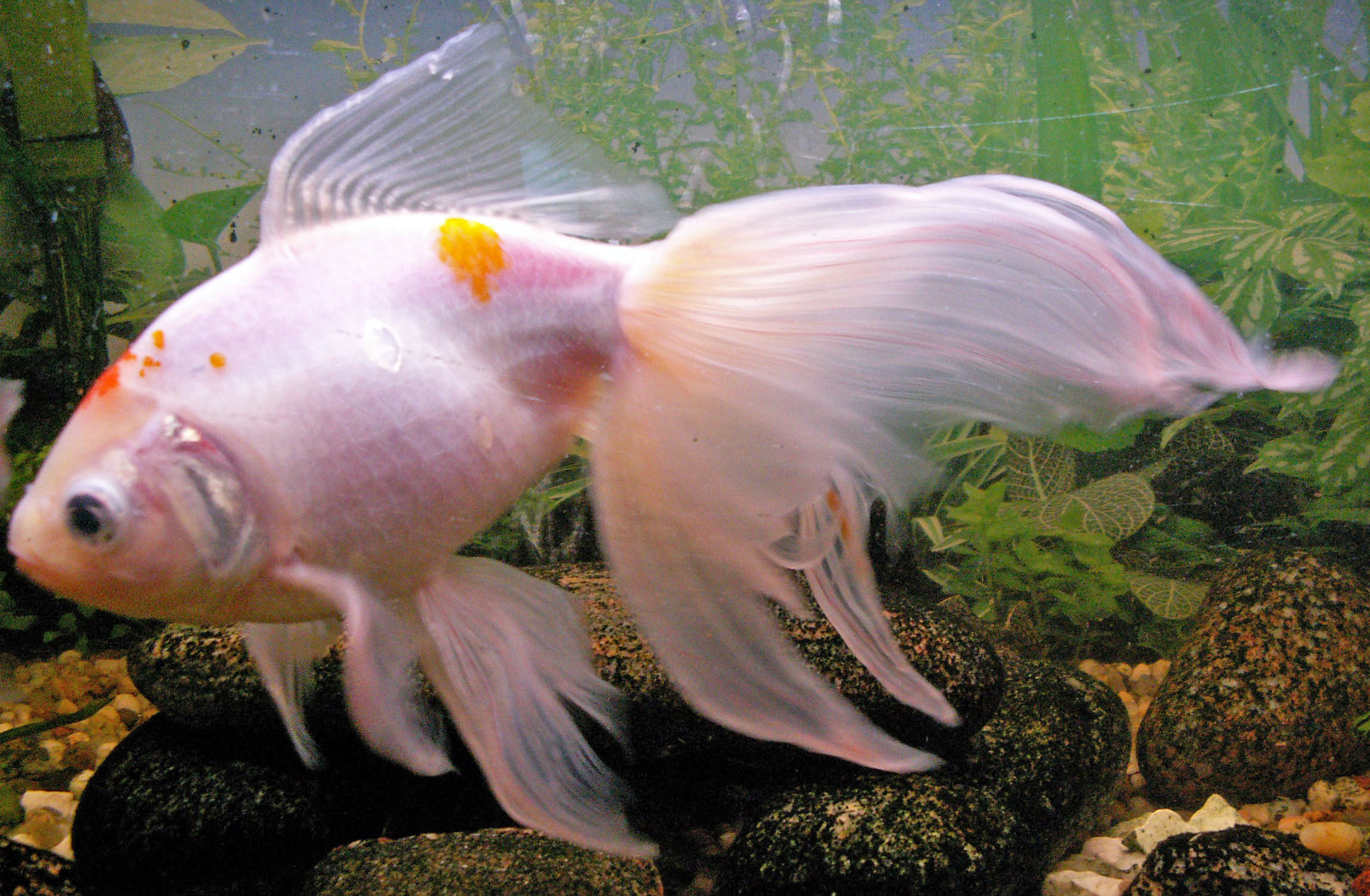

الفيلتيل (بالإنجليزية: Veiltail Goldfish)‏ أو سمكة ذات الذيل المهدول هي سمكة من أسماك الزينة وتعتبر من أصعب اسماك السمك الذهبي في التفقيس، ومن الصعب جدا إنتاج نماذج ممتازة وجيدة منه تتوافق مع كافة الظروف. على كل حال هو أحد أكثر الأسماك رشاقة واشكالا والوانا ومحبب جدا بين مربي الأسماك. على الارجح انه انتج أولا في أمريكا في العشرينات والثلاثينات من القرن العشرين (على ما يقال انه انتج من السمك ذو الألوان المعدنية الميتاليك الذي استورد من اليابان في 1893)، حيث كان يعرف بفيلتيل فيلاديلفيا، الأنواع المنقطة بالألوان انتحت بينهم وبين السمك ذو العيون التليسكوبية المنقطة بالألوان. ثم طور في بريطانيا.

## الوصف
الزعنفة الظهرية وحيدة، اما الزعانف الأخرى تكون مزدوجة، والزعنفة الخلفية مقسومة وادني طول لها يكون ثلاث ارباع طول الجسم والحافة الخلفية منا توجد شوكة ظاهرة أو شحمة مدببة. السمك يجب أن يكون لامع ويقظ، مع جسم دائري قصير مع انسياب. الزعنفة الظهرية يجب أن تكون منشورة ومنتصبة، والزعنفة الخلفية يجب أن تكون منقسمة ومنسابة بشكل جيد جدا ورشيق. السمك الجيد يكون لديه كثافة عالية في الألوان تمتد إلى الزعانف.
هي سمكة اجتماعية تعيش مع اسماك أخرى، ونظرا لشراهتها في تساهم في تنظيف الحوض من الأوساخ وتلتقط أي شيء على ارضية الحوض، لذا يمكن الاستغناء عن أي سمك زبال في حال وجود هذا السمك في الحوض. السمكة تعيش في أي منطقة في الحوض سواء في اعلاه أو وسطه أو اسفله فهي سمكة داؤبة الحركة.
فيلتيل سمك شره يأكل كل شيء تقريبا سواء كانت أطعمة مجمدة أو روبيان (جمبري) مجفف أو طازج أو الاكل المتوفر في محلات بيع الأسماك، وينصح بعدم الإكثار من الاطعمة الطازجة أو المجمدة حتى لا تكثر البكتريا والطفيليات في الحوض. الحرارة المناسبة لها هي بين 18 - 22 درجة مئوية. بالرغم من صعوبه معرفة جنس السمكة وخصوصا عندما تكون صغيرة أو يافعة، ولكن في موسم التكاثر عادة ما يكون الذكر أصغر حجما وأكثر رشاقة من الأنثى. في فترة التناسل يتكون للذكر أشواك بيضاء تسمى درنات التناسل، على غطاء الخيشوم والرأس، أما الأنثى فستكون بشكل أسمن حيث تحمل البيض. يمكن ان تنمو إلى حجم 15 سم أي 6 بوصة تقريبا.